# Mislej
Mislej je priimek več znanih Slovencev:
- Ciril Mislej (1916 - ?), elektroenergetik, direkor HE na Dravi in 2 x TEŠ
- Drago Mislej - Mef (*1950), kantavtor, besedilopisec, novinar, glasbenik, urednik
- Henrik Mislej (1801—1863), pravnik, publicist?
- Irene Mislej (*1946), novinarka, prevajalka, umetnostna zgodovinarka, galeristka, publicistka
- Josip Mislej - Boštjan (1899—1982), šolnik, pedagoški svetovalec
- Jožef (Peter Alkantara) Mislej (1761—okoli 1840), zdravnik in filozof
- Luka Mislej (1670—1727), kipar
- Marija Mislej (1936—1990), pisateljica
- Mateja Mislej (*1981), košarkarica
- Nadja Mislej Božič, knjižničarka in kulturna delavka (Sežana)
- Primož Mislej, glasbenik kitarist &vokalist
- Stanko Mislej (1911 - ?), dirigent
- Tjaša Mislej (*1985), dramatičarka, dramaturginja